# Graham (Carolina del Nord)
Graham è una località degli Stati Uniti d'America, capoluogo della contea di Alamance, nello Stato della Carolina del Nord.